# Allobaccha pedunculata
Allobaccha pedunculata är en tvåvingeart som först beskrevs av Jacques-Marie-Frangile Bigot 1858.  Allobaccha pedunculata ingår i släktet Allobaccha och familjen blomflugor.
Artens utbredningsområde är Gabon. Inga underarter finns listade i Catalogue of Life.